# Departamento Lavalle (Corrientes)
Lavalle es uno de los 25 departamentos en los que se divide la provincia de Corrientes en Argentina. Su cabecera es la ciudad de Santa Lucía.

## Superficie y límites
Posee una superficie de 1493.2 km² y limita al norte con los departamentos de Bella Vista y San Roque; al este con el de Mercedes; al sur con los de Curuzú Cuatiá y Goya; y al oeste con la provincia de Santa Fe, de la cual está separado por el río Paraná.

## Toponimia
El nombre del departamento de Lavalle es en homenaje al general que participó en la lucha por la independencia y en la batalla de Ituzaingó.

## Historia
El 7 de marzo de 1917 el gobernador Mariano Indalecio Loza aprobó por decreto el Cuadro comparativo de la subdivisión en Departamentos y Secciones de la Provincia de Corrientes; Límites interdepartamentales e interseccionales, que fijó para el departamento Lavalle los siguientes límites:

Departamento Lavalle - Límites departamentales: Norte: Límite Norte de las propiedades de suc. de Anselma Luque y de los Aguirre, corriendo el Santa Lucía abajo hasta el límite Sur de la propiedad de Mariano I. Loza, siguiéndole hasta el mojón Nordeste de la propiedad de suc. de Víctor Aguirre; de aquí, en línea recta, hasta el mojón Nordeste de la propiedad de suc. de Ramos, siguiendo los límites Norte de las propiedades Ramos, L. Araujo, F. A. de Barrios, Ernesto D. Meabe, hasta el arroyo Batel; de aquí, en línea recta, hasta el río Corriente, frente a la desembocadura del arroyo Cuenca; Este: Río Corriente; Sur: Arroyo Batel, límite Sur de las propiedades de Josefa de Cossio, Núñez, J. M. Alegre, F. B. A. de Zarza, Mariano I. Loza, Braulio Masdeu, Teresa E. de Polo, límite Oeste de la misma propiedad y de la de Paniagua, límite Sur de la propiedad de Feliciano Garay, límites Sur y Oeste de la propiedad suc. de Juan P. Perugorría y río Santa Lucía; Oeste: Río Paraná.

El cuadro señaló que el departamento estaba dividido en 3 secciones:

1ra., 2da. y 3ra. Sección: El Departamento está dividido en tres Secciones:
 La parte, al Oeste del río Santa Lucía, es la 1ra. Sección; la parte, al Este del río Santa Lucía, está dividida en dos Secciones: La línea divisoria corre a lo largo de los límites Oeste de las propiedades de Ana D. S. de Chamorro, María Gallino Hardoy, Eugenia M. de Martínez, Francisca de Méndez, suc. de Pedro N. Méndez, suc. de Fernández, Carmen Escobar, suc. de Francisca Sandoval, suc. de Gamarra, Núñez, Pastor Quiroz y Núñez. Entre esta línea divisoria y el río Santa Lucía, está la 2da. Sección.
 La 3ra. Sección está al Este de la línea divisoria.

El 31 de agosto de 1935 fue publicado el decreto del vicegobernador Pedro Resoagli que determinó los límites de los departamentos:

Departamento Lavalle: Tiene los siguientes límites generales: Norte: A contar del río Paraná, del mojón N. O. de la propiedad de los sucesores de Anselmo Luque; la línea sigue el límite Norte de esta propiedad, Norte y Este de la de la Sociedad Pastoril Speroni, Norte de las de Juan Dellatorre y su prolongación recta hasta el río Santa Lucía; el curso de éste, aguas abajo, hasta encontrar el mojón N. O. de las propiedades de Avalos; continúa por el deslinde Norte de estos lotes y el de la perteneciente a la sucesión de Víctor Aguirre, hasta su mojón N. E.; de este punto, en línea recta, hasta el mojón N. O. de la propiedad de L. y E. Ramos; continuando por el deslinde Norte de ésta, y de las de Severo Cardozo, Julián Maidana, T. A. de Barros y Ernesto L. Meabe, hasta el arroyo Batel; desde ahí, en línea recta, hasta el río Corriente, en la desembocadura del arroyo Cuenca; Este: El río Corriente, aguas abajo, desde la desembocadura del arroyo Cuenca, en su costa oriental, hasta la del arroyo Batel en la margen occidental; Sud: El arroyo Batel, desde su desembocadura en el río Corriente, aguas arriba, hasta el límite Sud de la propiedad de Mercedes Cossio de Rolón; continuando por el límite Sud de las que pertenecen a José M. Núñez, Pedro C. Núñez, J. M. Alegre, J. B. A. de Zarza, sucesión de Mariano I. Loza, en el que hace martillo a través de las de Eduvigis D. de Fernández, Juan B. Duarte y J. M. de González, hasta el límite Sud de esta última; sigue por él y por el deslinde Sud de las de los sucesores de Braulio Masdeu, Teresa E. de Polo, Feliciana Garay y herederos de Juan T. Perugorría, subiendo por el límite occidental de la última hasta el curso del río Santa Lucía; sigue este río, aguas abajo, hasta su desembocadura en el río Paraná frente a la llamada Boca Falsa, del que se proyecta rectamente hasta el canal principal del Paraná; Oeste: El río Paraná, desde la desembocadura del Santa Lucía, aguas arriba, hasta encontrar el mojón N. O. de la propiedad de los sucesores de Anselmo Luque, incluyéndose, íntegramente, la isla Marianeta.

## Población
Cuenta con 40 448 habitantes (Indec, 2022), lo que representa un incremento promedio anual del 3% frente a los 28 759 habitantes (Indec, 2010) del censo anterior.

La mediana de edad se estableció en 26 años.
| Gráfica de evolución demográfica de Departamento Lavalle entre 1991 y 2022 |
|                                                                            |
| Fuente: censos nacionales del INDEC                                        |

## Localidades
La mayor parte de la población se concentra en la ciudad cabecera del departamento y en la localidad de Lavalle. El resto es población de carácter rural, dispersa o asentada en pequeñas localidades, alguna de ellas de reciente formación.
| Cabecera (Población 2010) | Ciudades (Población 2010) | Localidades (Población 2010)                                                                                              |
| ------------------------- | ------------------------- | --- |
| Santa Lucía (11 589 hab.) | - Lavalle (2990 hab.)     | - Cruz de los Milagros (143 hab.) - Gobernador Martínez (1831 hab.) - Villa Córdoba (586 hab.) - Yataytí Calle (539 hab.) |

## Colonias
Colonia General Ferre, inicialmente poblada por belgas y franceses.